# فایووش فینکل
فایووش فینکل (انگلیسی: Fyvush Finkel؛ زادهٔ ۹ اکتبر ۱۹۲۲-درگذشت ۱۴ اوت ۲۰۱۶) هنرپیشه اهل ایالات متحده آمریکا بود. وی از سال ۱۹۳۱ میلادی تا ۲۰۱۶ مشغول فعالیت بود.
از فیلم‌هایی که وی در آن نقش داشته است، می‌توان به یک مرد جدی، سین جیم، نیکسون، برای عشق یا پول و حصار چوبی اشاره کرد.